# Ririhpë
Ririhpë (20e eeuw) is een Trio (of Tarëno) verteller uit het Surinaamse dorp Alalaparu aan de Coeroenierivier. Hij vestigde zich later in Koamara Samutu (Kwamalasamoetoe) aan de Sipaliwinirivier. Ririhpë nam in 1974 deel aan een workshop onder auspiciën van het Summer Institute of Linguistics in het dorp Tëpu aan de Tapanahonyrivier. Hij werd als lid van een delegatie door de toenmalige minister van Onderwijs Ronald Venetiaan, uitgenodigd naar de Surinaamse hoofdstad Paramaribo te komen. Na dit bezoek in juni 1975 werden de indrukken van de gasten vastgelegd in het tweetalige (Trio en Nederlands) boekje Paramaribo gezien door Sanëpë, Ririhpë, Sëresëreru, Kapai (1977). Ririhpës aandeel werd herdrukt in de bloemlezing Mama Sranan; 200 jaar Surinaamse verhaalkunst (1999).

## Citaat
`Irëtaerë tiomihpëkontaerë. Irë apo nai ainja iwehtoponpë Paramaripopo, ma naka. Dat zei men tegen ons. Het was waar, wat ze zeiden. Zo was het, toen wij in Paramaribo waren. Tot zover.'